# 농어촌특산단지중앙연합회
농어촌특산단지중앙연합회는 농어촌 특산품 생산단지의 건전한 육성발전과 활성화에 기여 목적으로 1992년 11월 2일 설립된 대한민국 농림축산식품부 소관의 사단법인이다. 사무실은 서울특별시 서초구 양재동 229에 있다.

## 주요 사업
- 특산단지 육성과 경영지도 및 교육
- 특산품 판로개척 및 시장정보 수집 판매대행
- 수출입 상담 및 알선 또는 대행
- 특산품의 품질향샹 및 제품개발 연구
- 공동판매장 개설운영
- 국내외 홍보
- 정부관련기관에 대한 정책건의